# Siemerkusen
Siemerkusen ist ein Ortsteil der Gemeinde Marienheide im Oberbergischen Kreis in Nordrhein-Westfalen.

## Lage und Beschreibung
Der Ort liegt westlich von Marienheide im Tal der Lindlarer Sülz. Nachbarorte sind Grunewald, Obersiemeringhausen und Dürhölzen.

## Geschichte
Die Preußische Uraufnahme von 1845 führt als Bezeichnung für die Ortschaft Siemerkusen. Ab der amtlichen topografischen Karte (Preußische Neuaufnahme) von 1894 bis 1896 ist der Ort unter der Bezeichnung Siemerkusen auf topografischen Karten verzeichnet.

## Busverbindungen
Über die im Ort gelegene Haltestelle „Siemerkusen“ der Linie 399 (VRS/OVAG) ist Siemerkusen an den öffentlichen Personennahverkehr angebunden.

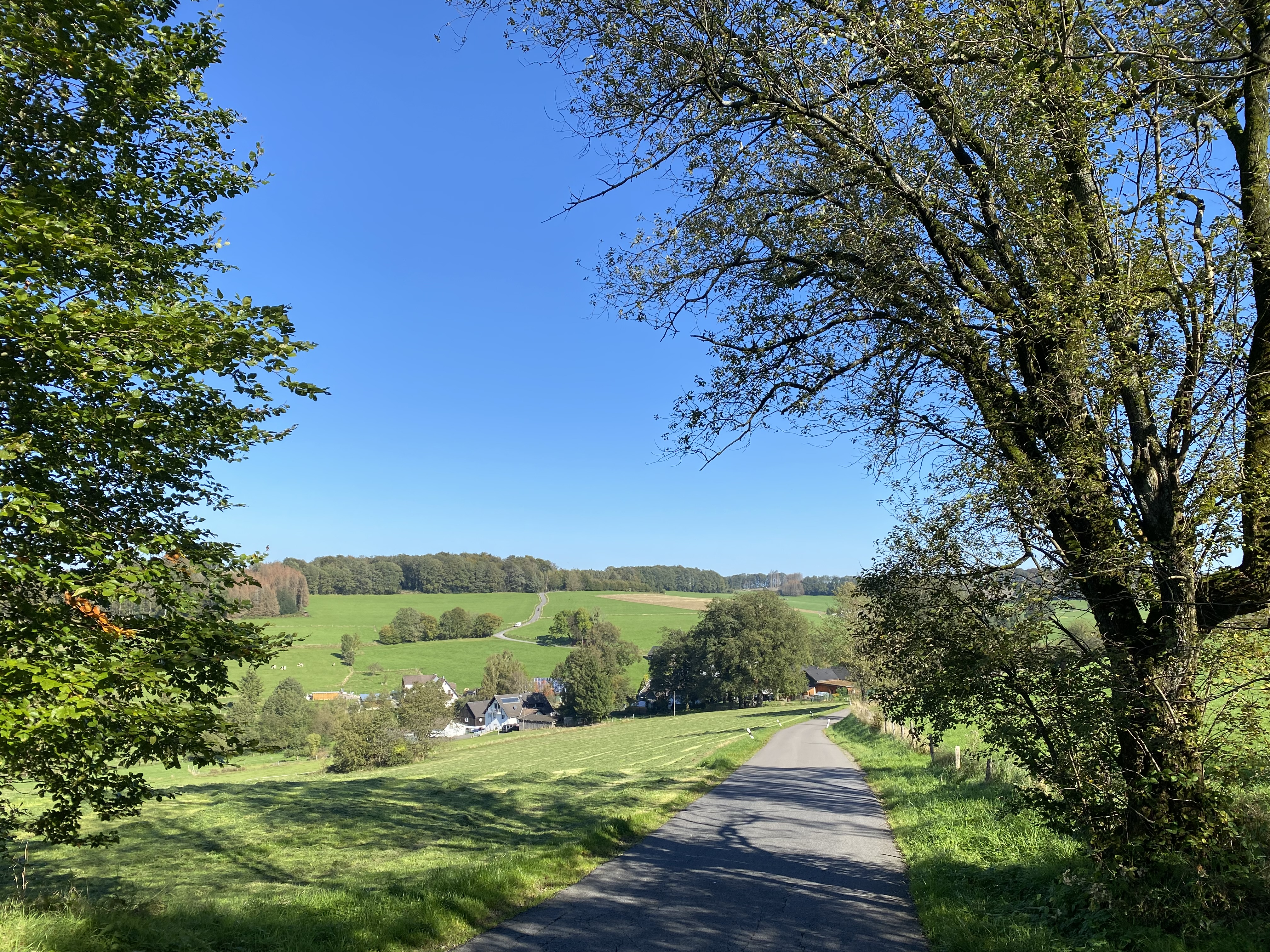
Siemerkusen – Ansicht von Süden
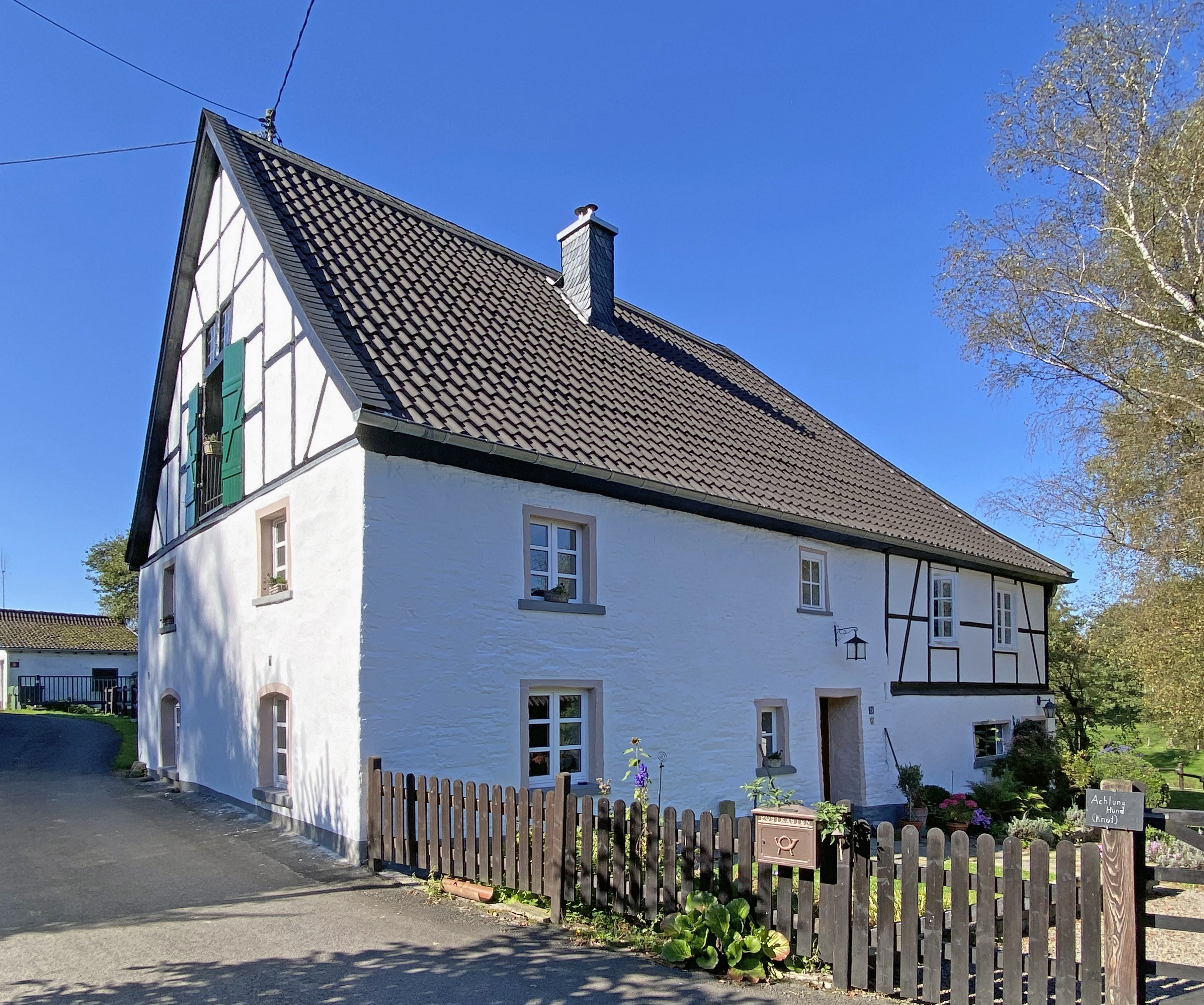
Baudenkmal Hof Siemerkusen 24
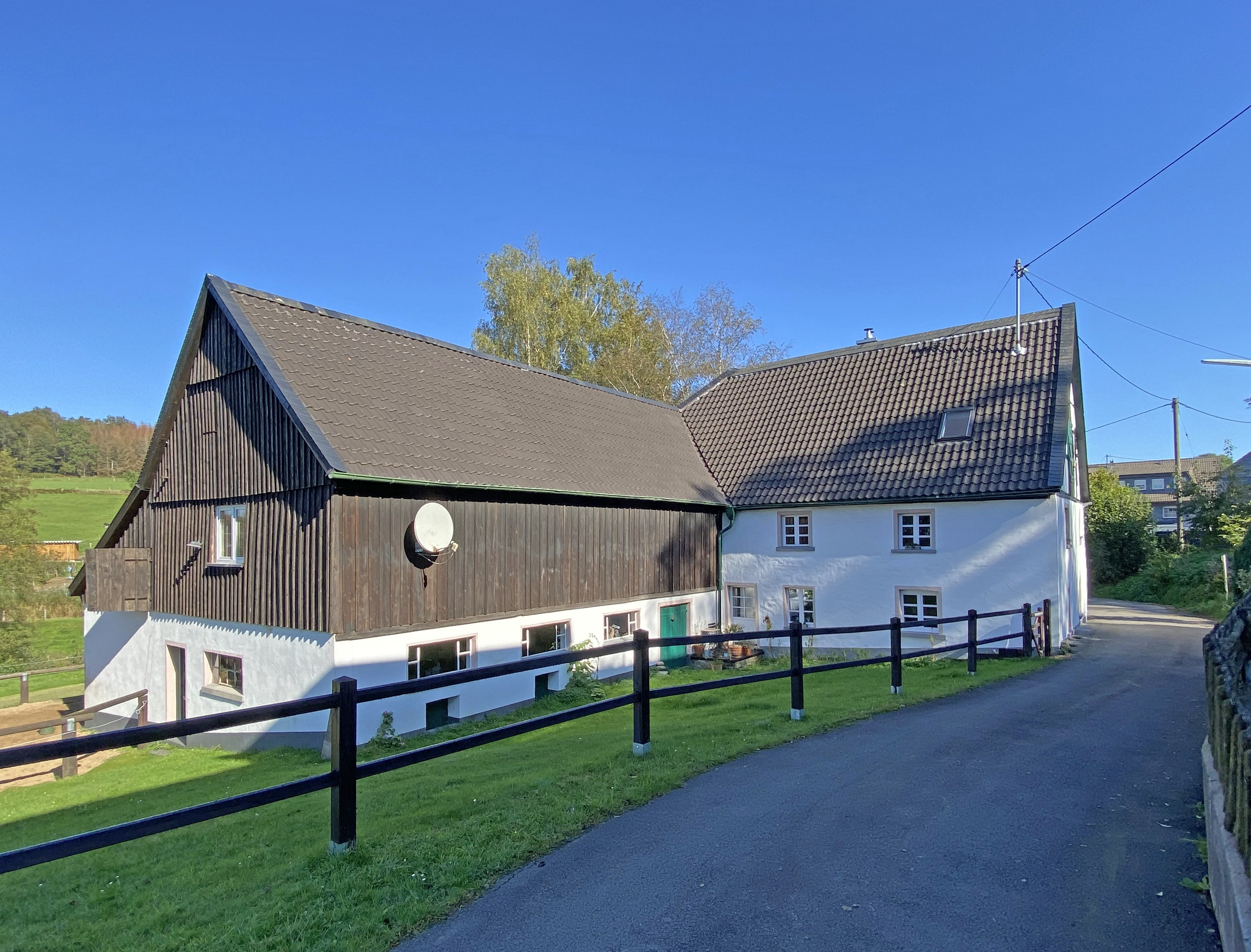
Baudenkmal Hof Siemerkusen 24
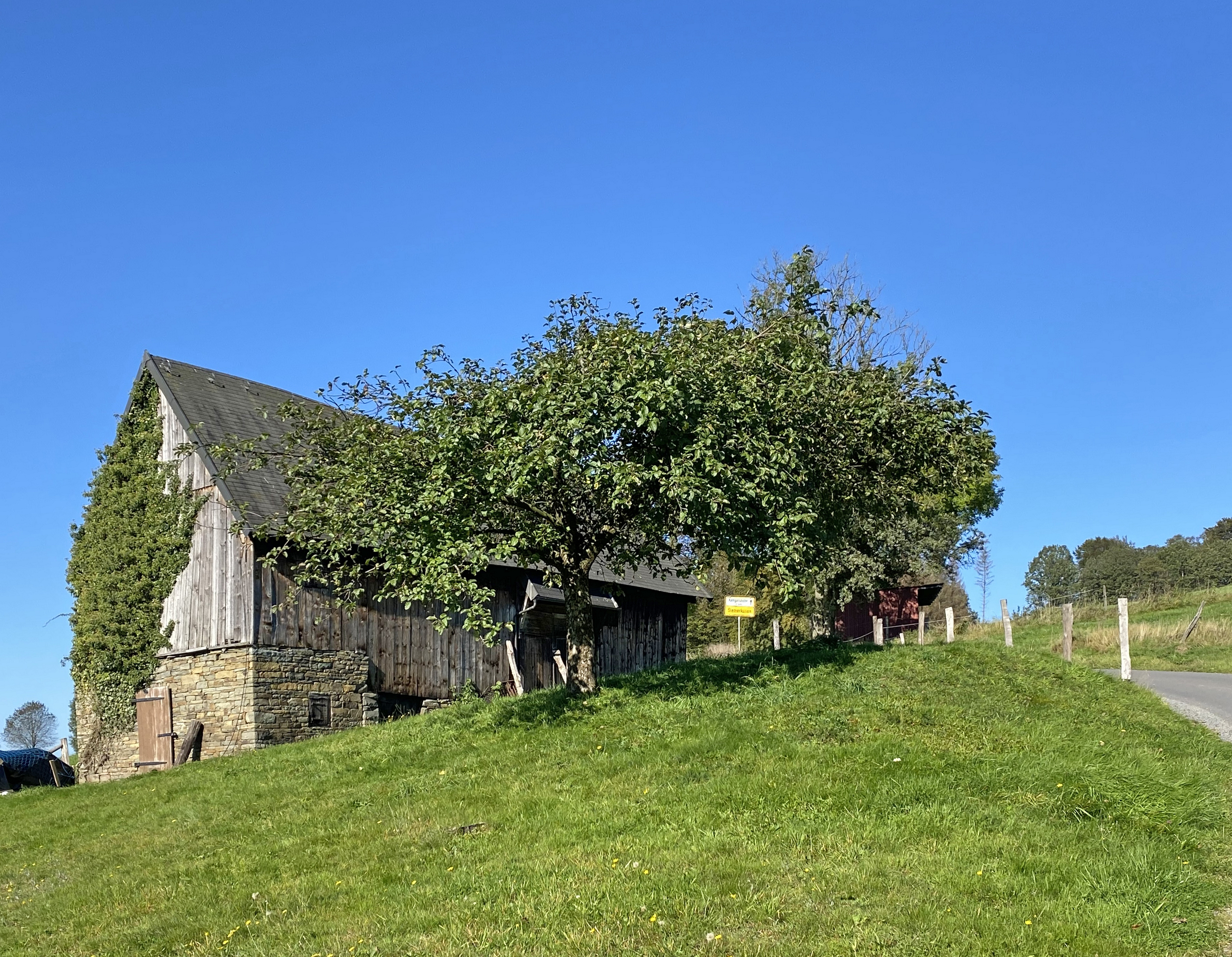
alte Holzscheune